# Antenna Tre Nordest
Antenna Tre Veneto è una rete televisiva interregionale del gruppo Medianordest che trasmette i suoi programmi in Veneto (canale 10), Friuli-Venezia Giulia (canale 15) e Provincia Autonoma di Trento (canale 15).

## Storia

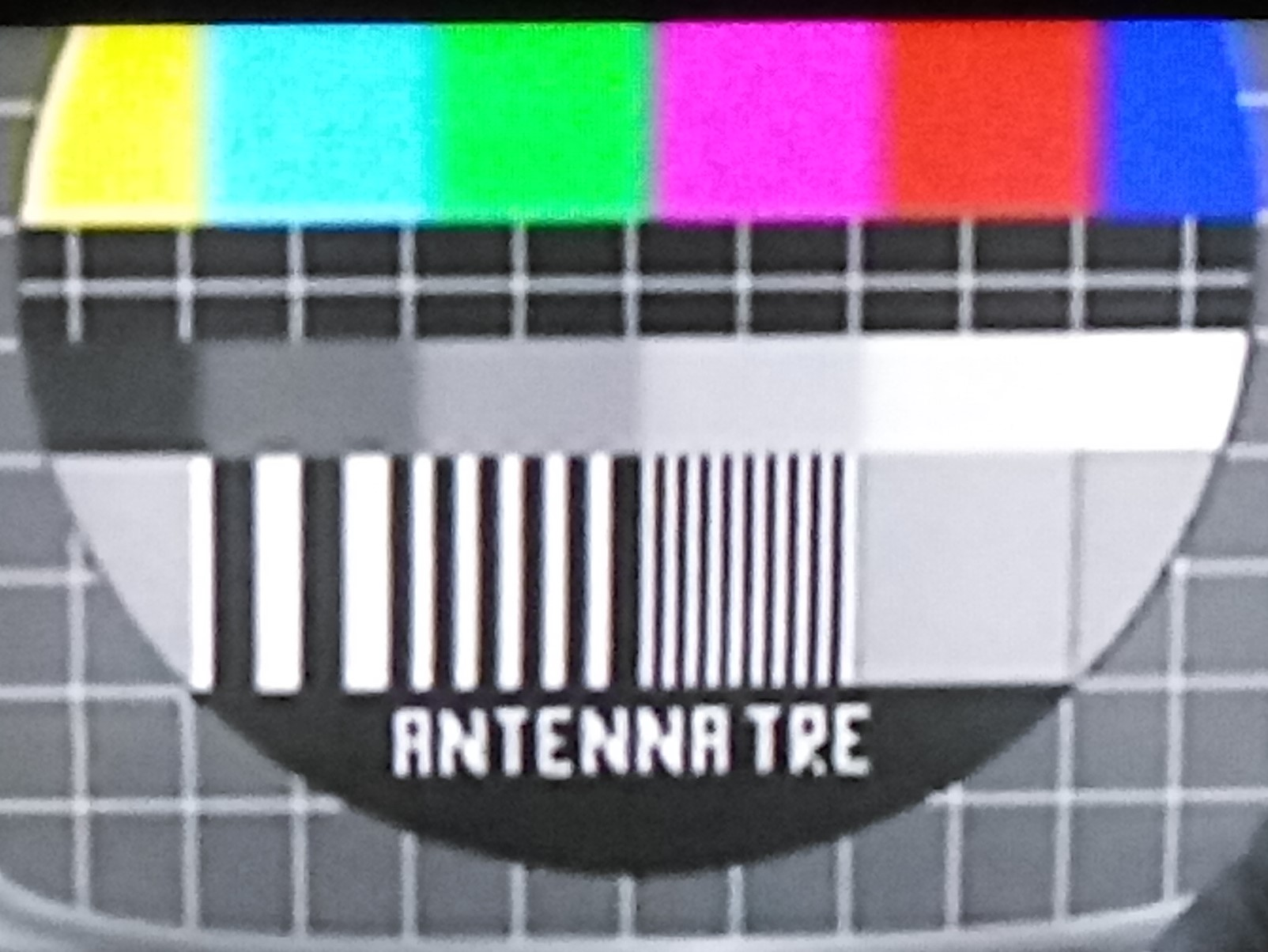
Particolare del monoscopio di Antenna Tre Veneto (anni '80)

Il canale inizia le sue trasmissioni nel 1978. Di proprietà della famiglia Bernardi, si caratterizza sin dagli inizi come emittente specializzata nell'informazione. Punto di forza dell'emittente, fin dall'esordio nel dicembre del 1978, l'attenzione alle news e alla cronaca del territorio, a partire dalla provincia di Treviso, dove la televisione fu fondata dall'imprenditore Renato Bernardi, per poi estendersi al resto del Veneto e del Nordest. Quando nacque nel 1978, con il nome di Antenna Tre Veneto, l'emittente riuscì subito a guadagnarsi un posto di primo piano nell'effervescente clima di quegli anni delle televisioni locali, pioniera di un'informazione legata al territorio che non rientrava nei palinsesti della tv di Stato dell'epoca. 
Antenna Tre Veneto divenne in breve punto di riferimento dell'informazione della provincia di Treviso. Negli anni successivi vennero aperte nuove redazioni a Venezia, Padova, Vicenza e Belluno con l'avvio di specifici notiziari provinciali con edizioni quotidiane, che coprivano la cronaca, la politica, l'attualità, la cultura, lo sport. Alcuni scoop giornalistici portarono le immagini girate dagli operatori di Antenna Tre Veneto anche fuori dai confini nazionali, come le riprese dell'evasione di Roberto Succo dal carcere di Treviso nel 1988 o le immagini del boss della mala del Brenta, Felice Maniero, diventato collaboratore di giustizia, che nel 1995 conduce gli inquirenti sul luogo dove sono stati sepolti i cadaveri dei fratelli Rizzi e di Giancarlo Padovan. 
Le troupe di Antenna Tre Veneto hanno testimoniato i grandi fatti di cronaca degli anni '80 e '90, dal rapimento e l'uccisione di Giuseppe Taliercio ad opera delle Br a Marghera (1981), al caso "Ludwig" con i delitti dei serial killer Abel e Furlan, al blitz delle teste di cuoio per liberare il generale Dozier a Padova (1981), all'incendio del teatro La Fenice di Venezia (1996). Ma Antenna Tre Veneto sperimentò anche delle lunghe maratone su fatti che segnarono la storia d'Italia come il primo trapianto di cuore eseguito nel 1985 a Padova dall'equipe del professor Gallucci.
Tra i programmi di maggior successo troviamo A Marenda (un tempo chiamato A Marenda coi Belumat) ideato e condotto da Gianluigi Secco, già fondatore del duo bellunese I Belumat. Nel programma si parla di tradizioni folkloristiche, enogastronomia e cultura. La rubrica, dalla durata totale di due ore, è costituita da 20 puntate annuali e invernali in diretta e va in onda dal 1992 dopo un paio di edizioni di assestamento del format, in cui la trasmissione prendeva il nome di Europa in zattera.
Nel 1993, in crisi finanziaria, la rete viene rilevata da Giorgio Panto, il "re degli infissi", che porrà le basi per il suo rilancio fino a portarla ai primi posti nella scala Auditel nel Nordest. Panto rileva Antenna Tre Veneto e un pool di altre tv locali minori, diventando il "tycoon" dell'etere veneto preludio della discesa in campo in politica con Progetto NordEst. Infatti alle politiche e alle amministrative del 2006 il canale ha fatto da megafono alla propaganda politica al movimento creato da Giorgio Panto. Con la morte di Panto in un incidente di volo nel 2006, si apre per l'emittente trevigiana un periodo di difficoltà economica che la porterà nell'arco di 10 anni al fallimento.
Nel dicembre 2016 ad aggiudicarsi l'asta giudiziaria per l'acquisto di Antenna Tre Veneto è Teleradio Diffusione Bassano S.r.l., società editrice della concorrente Rete Veneta. Da allora, con il nuovo editore Filippo Jannacopulos, Antenna Tre Veneto è tornata a crescere fino a divenire nel marzo 2020, secondo i dati Auditel, la tv locale più seguita d'Italia. 
Punto di forza dell'emittente continuano a essere i telegiornali con quattro edizioni giornaliere (Tg Veneto alle 12,30 e alle 18,30; Tg Venezia alle 19,00 e Tg Treviso alle 19,30). A fianco dei notiziari l'approfondimento dell'attualità è affidato ogni sera alla trasmissione "20e10"; mentre il lunedì sera alle 21.15 va in onda "Ring", talkshow con ospiti in studio condotto dal vicedirettore Ferdinando Avarino. Direttore dell'emittente è Luigi Bacialli. Nel novembre 2010 e sul finire dell'ottobre 2018 la rete si è mobilitata per seguire gli eventi delle alluvioni che hanno colpito il Veneto; nel secondo caso Antenna Tre Veneto ha cancellato per intero gli spazi pubblicitari per dare vita a una diretta di 13 ore al giorno proseguita per oltre una settimana.
L'attenzione all'informazione locale, proseguita per oltre 40 anni, è valsa il 16 marzo 2018 la consegna alla famiglia Jannacopulos del più alto riconoscimento della città di Treviso: il Totila d'oro, cerimonia seguita in diretta dalle telecamere dell'emittente del Gruppo Medianordest.
Dal 2018 Antenna Tre Veneto fa parte del network televisivo Medianordest, che include le emittenti Rete Veneta di Bassano del Grappa, TNE Telenordest di Padova e Telequattro di Trieste.